# San Demetrio Corone
San Demetrio Corone (albansko Shën Mitri) je mesto in občina v pokrajini Cosenzi, v Kalabriji, na nadmorski višini 521 metrov in s 3258 prebivalci. Mesto je med najpomembnejšimi kulturnimi središči albanskih skupnosti v Italiji in ohranja albanski jezik, bizantinske obrede, običaje, kulturo in etnično identiteto svojega izvora. Je dom Collegio of Sant'Adriano, internat, ki je ustvaril veliko domoljubov in teoretikov/revolucionarjev v italijanskih osamosvojitvenih vojnah in je pomemben verski in kulturni organizem za ohranjanje orientalskega obreda in albanske tradicije. Je del okrožja italijansko-albanske cerkve eparhije Lungro.
V zaselku Macchia Albanese, ki leži na 418 metrih nadmorske višine, se je rodil Girolamo De Rada, vrhovni vate arbëresh, oče moderne albanske literature.
Že leta so glasba, petje in novi zvoki italijanskih Albancev združeni v Festival pesmi Arbëreshe.

## Geografija
Vas je obdana z bujno vegetacijo in gleda na Piano (ravnina) di Sibari. Topografske nadmorske višine nihajo v višjem južnem delu med 500 in 800 metri nadmorske višine ter med 400 in 40 metri v severnem delu. Za celotno ozemlje je značilna precej razvita in kompleksna hidrografska mreža. Skoraj vsi so pritoki reke Crati.
V zgornjem delu prevladuje vegetacija kostanjevih nasadov. Severno območje, na drugi strani, ki se spušča proti Piani di Sibari, ima morfologijo s prisotnostjo planot in teras. Ozemlje, skupno 7500 hektarov, ima vizijo narodnega parka Pollino in Jonskega morja. Meji na občine Acri, Corigliano-Rossano, San Cosmo Albanese, Vaccarizzo Albanese, Santa Sofia d'Epiro, Tarsia in Terranova da Sibari.

## Zgodovina
San Demetrio Corone so v poznem 15. stoletju zgradili izgnani Albanci, ki jih je osmanska invazija v Albanijo prisilila v izgnanstvo.
Albanski izgnanci so zgradili naseljeno središče v bližini starodavnega oratorija Sant'Adriano (sveti Hadrijan), kjer je v 10. stoletju Nil mlajši začel svojo dejavnost in na ruševinah majhne cerkve, posvečene svetima Hadrijanu in Nataliji, ustanovil bazilijski samostan. Petindvajset let je prebival v San Demetriu in postavil temelje grške samostanske ustanove, katere naloga je bila ponovna združitev med cerkvama Vzhoda in Zahoda. Zatekel se je k molitvi, živel je v votlini in ustvaril lokalno bazilijsko samostansko življenje. Vendar pa je bilo območje poseljeno v prejšnjem obdobju, vedno iz naselbin vzhodnih menihov (7. stoletje). Prvo naselje je bilo v latinščini znano kot Situ Sancti Dimitri, čeprav so ga prebivalci vedno imenovali katundi i Shën Mitrit. O tem, da je majhen samostan obstajal že pred prihodom Albancev, pričajo kapitulacije 3. novembra 1471, ko je arhimandrit opat Paolo Greco odšel k notarju De Angelisu, da bi sestavil listino, ki je zabeležila zavezo, da bo sprejel albanske begunce, ki so sledili vojvodi Teodoru Lopezu, v zaselku San Demetrio, s pravico do obdelovanja zemlje.
Leta 1524 je prišlo do novega albanskega priseljevanja po vojni, ki jo je Karel V. vodil proti Turkom: Albance iz Corone, mesta Morea, danes Peloponez, je sprejel cesar v Neapeljskem kraljestvu in jih razdelil v različne vasi, ki so jih ustanovili njihovi predhodniki, vključno s San Demetriusom.
Po ustavi Kraljevine Italije je občini dodano ime »Corone«, v spomin na diasporo, zlasti drugo, (1863).
San Demetrio Corone je sedež italijansko-albanskega kolegija Sant'Adriano: prvotno imenovan Collegio Corsini, ustanovil pa ga je papež Klemen XII. leta 1732 v San Benedetto Ullano, da bi italijansko-albansko duhovščino pripravil na ohranitev bizantinskega obreda - grščine. Nato so ga leta 1794 na zahtevo škofa Francesca Bugliarija prenesli v San Demetrio Corone. Od leta 1794 je zgodovina tega območja tesno povezana z zgodovino visoke šole, ki jo je namesto zatrtega samostana ustanovil kralj Ferdinand IV. Neapeljski. Postal je pomemben kulturni organizem Albancev v Italiji, pa tudi prvi inštitut za kulturno usposabljanje v Kalabriji, iz katerega sten so izšle svetleče figure italijanskega Risorgimenta, kot sta Agesilao Milano (1830–1856) in Domenico Mauro (1812–1873), ter pisatelji in pravniki, kot sta Cesare Marini (1792–1865) in Girolamo De Rada (1814–1903). 7. novembra 2018, ob 550. obletnici smrti albanskega junaka Skenderbega, so v San Demetrio Corone gostili participativni dogodek predsednika Italijanske republikeSergia Mattarelle in predsednika Albanije Ilirja Mete.

## Spomeniki in zanimivi kraji

### "Grotta di San Nilo"
Na strmem pobočju v bližini potoka Sant'Elia so ostanki majhnega puščavniškega svetišča, znanega kot Grotta di San Nilo, kamor se je v 10. stoletju zatekel k molitvi sveti Nil mlajši.

### Sakralne arhitekture
Bazilijanska cerkev Sant'Adriano, ki jo je leta 955 ustanovil Nil Mlajši, pozneje italijansko-albanski kolegij Sant'Adriano (1794), je primer zgodnje normansko-bizantinske arhitekture in vsebuje nekaj mozaikov in drugih srednjeveških artefaktov.

### Knjižnica Italo-Albanske fakultete
Monumentalni kompleks ohranja zgodovinske spomine na fakulteto, s seboj prinaša dediščino od ustanovitve do zadnjega obdobja fakultete. Zgodovinsko knjižnico je leta 1732 ustanovil papež Klemen XII., leta 1793 pa je bila prenesena iz San Benedetto Ullano v San Demetrio Corone. Knjige so razdeljene na dva seznama že obstoječe katalogizacije, eden se imenuje Fondo Antico, drugi pa Fondo Moderno.

## Priljubljeni običaji
Med spominom na mrtve, obisk duhovnikov (papades) pri družinah, da nadaljujejo z blagoslovom panagie (miza z vinom, kruhom, kuhano pšenico in svečo na sredini), simbolov vstajenja teles in nesmrtnosti duše.
Po tradiciji je med sobotno nočjo in nedeljo velikega tedna (Java in Madhe) običaj, da gredo k vodnjaku menihov (pusi) v Collegio di San Adriano, da bi ohranili obred kraje vode. Običajno poteka v skupinah, v popolni tišini, po pravilu, ki se ga ne sme prekršiti, tudi če skušnjav ne manjka. V obrambo tega pravila se uporablja dokaniqie, dolga palica z razcepljenim koncem. Tu zakurijo velik kres (qeradonulla) pred cerkvenim dvoriščem. V trenutku vžiga se opeva grška pesem Kristos Anesti (Kristus je vstal). Zjutraj ob 5.30 je v cerkvi maša imenovana zora ali FJALA E MIRE.
26. oktobra je god zavetnika, sejem traja tri dni. Izročilo pravi, da na večerni dan iz glavnih vrat cerkve izstopi »konj sv. Dimitrija« (kali i Shèn Mitrit), ki ga podpirata dva človeka za njim. Narejen je iz papirmašeja in hodi od hiše do hiše, nosi pozdravna sporočila in v zameno prejema denar, vino ali drugo. Na pepelnično sredo, med karnevalom, poteka pogreb Nikole, starca, oblečenega v cunje, z različnimi liki. Kmalu zatem na sceno stopijo hudiči (djelzit), pokriti s kozjo kožo.
26. avgusta pa praznujeta sveta Adrijana in Natalijo, sozavetnika mesta, in tudi ob tem prazniku potekajo trije sejemski dnevi.
Obiskati je delavnico mojstra Hevzija Nuhiuja, umetnika kiparja iz lesa, z dragocenimi deli z orientalskimi ornamentalnimi motivi.
Vredni ogleda so tudi kostumi ali ročno izdelane lutke z značilno albansko nošo.